# Army Men in Space
Army Men in Space (Army Men: Toys in Space en Amérique du Nord) est un jeu vidéo de tactique en temps réel développé et édité par The 3DO Company, sorti en 1999 sur Windows.

## Accueil
| Army Men in Space |      |       |
| Média             | Pays | Notes |
| Cyber Stratège    | FR   | 3/5   |
| Gen4              | FR   | 2/6   |
| Joystick          | FR   | 40 %  |